# Фридрих Хоенлое-Ингелфинген
Фридрих Хоенлое-Ингелфинген (Ингелфинген, 31. јануар 1746 – 15. фебруар 1818) био је пруски генерал.

## Биографија
Командовао је преходницом Главне пруске армије у Француским револуционарним ратовима 1792. године. Учествовао је у освајањима Лонвија и Вердена. Две године касније, Фридрих је учествовао у бици код Кајзерслаутерна. У Наполеоновим ратовима командовао је 2. пруско-саксонском армијом на левом крилу пруских снага. Његова претходница тучена је код Залфелда. У бици код Јене је претрпео потпуни пораз. После битке код Ауерштета примио је врховну команду над пруском војском од војводе Карла II Вилхела Фердинанда. Дана 28. октобра потписао је капитулацију пруске војске код Пренцлауа.